# Kalinyamat Wetan
Kalinyamat Wetan is een bestuurslaag in het regentschap Tegal van de provincie Midden-Java, Indonesië. Kalinyamat Wetan telt 3941 inwoners (volkstelling 2010).